# Cyrtodactylus consobrinoides
Cyrtodactylus consobrinoides är en ödleart som beskrevs av  Annandale 1905. Cyrtodactylus consobrinoides ingår i släktet Cyrtodactylus och familjen geckoödlor. Inga underarter finns listade i Catalogue of Life.